# Khan di Crimea
Elenco dei khan del Khanato di Crimea dalla fondazione nel 1441 fino all'annessione all'Impero russo nel 1783.

Stemma dei tatari di Crimea

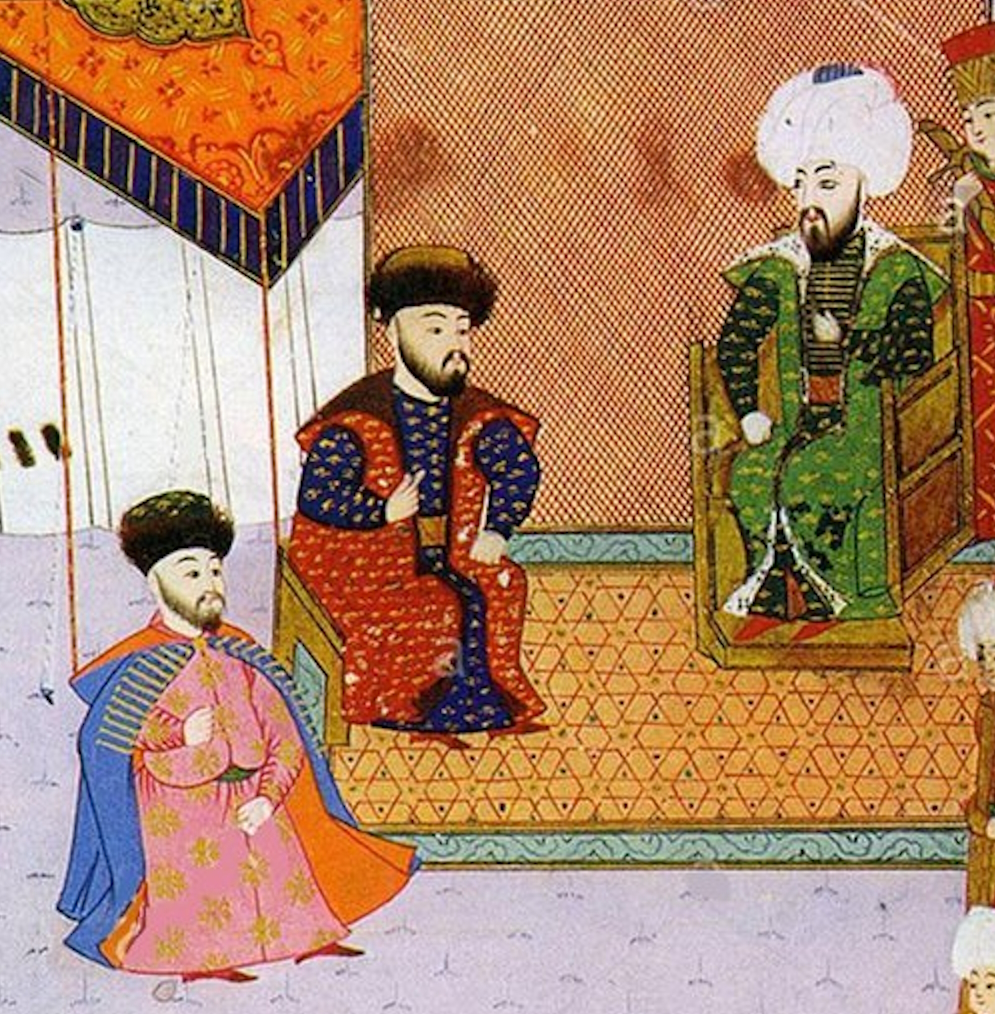
Meñli I e Mehmed I a colloquio con il sultano ottomano Bayezid II

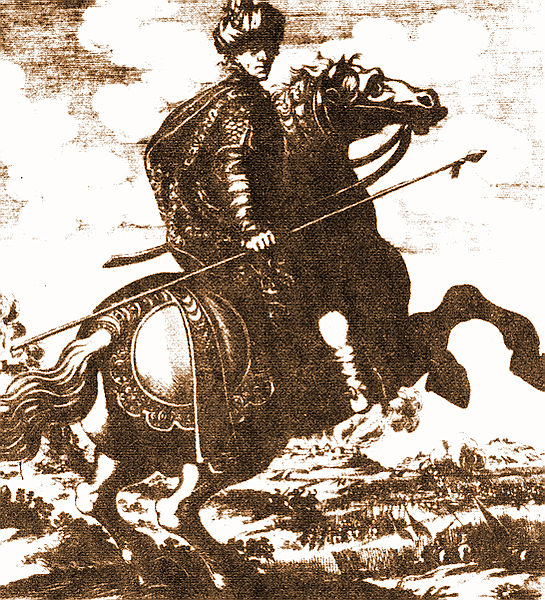
İslâm III Giray (1644-1654)

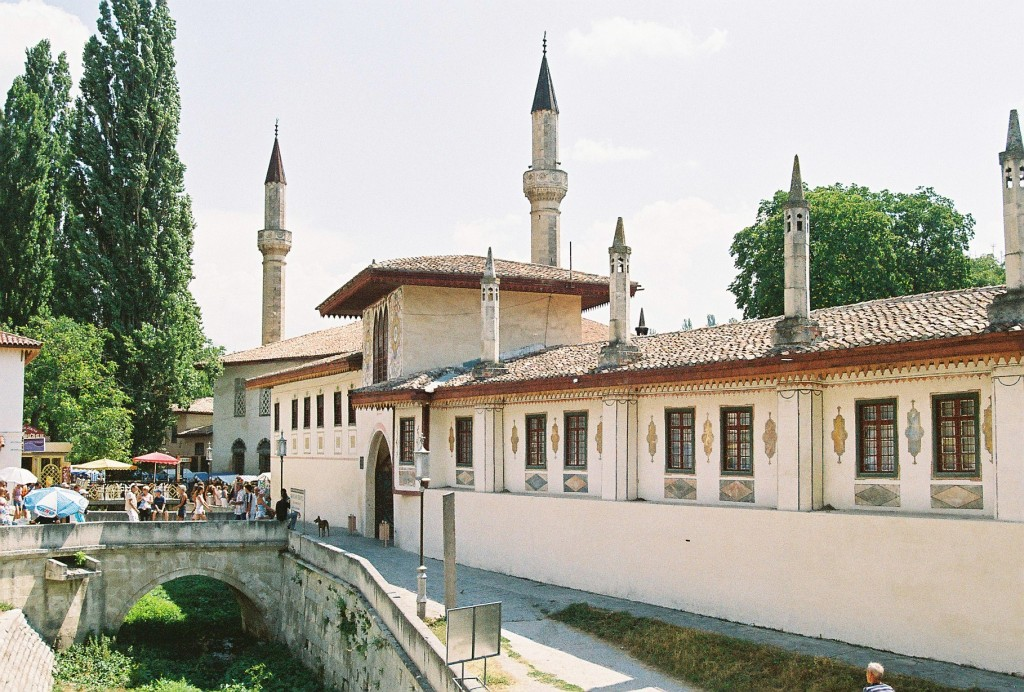
Il Palazzo di Bachčysaraj, residenza dei khan nella capitale del Khanato

| Khan             | Durata carica | Note          |
| ---------------- | ------------- | ------------- |
| Hacı I Giray     | 1441-1466     |               |
| Nur Devlet       | 1466-1467     | Primo regno   |
| Meñli I Giray    | 1467          | Primo regno   |
| Nur Devlet       | 1467-1469     | Secondo regno |
| Meñli I Giray    | 1469-1475     | Secondo regno |
| Hayder Giray     | 1475          |               |
| Nur Devlet       | 1475-1476     | Terzo regno   |
| vacante          | 1476-1478     |               |
| Meñli I Giray    | 1478-1515     | Terzo regno   |
| Mehmed I Giray   | 1515-1523     |               |
| Ğazı I Giray     | 1523-1524     |               |
| Saadet I Giray   | 1524-1532     |               |
| İslâm I Giray    | 1532          |               |
| Sahib I Giray    | 1532-1551     |               |
| Devlet I Giray   | 1551-1577     |               |
| Mehmed II Giray  | 1577-1584     |               |
| Saadet II Giray  | 1584          |               |
| İslâm II Giray   | 1584-1588     |               |
| Ğazı II Giray    | 1588-1596     | Primo regno   |
| Fetih I Giray    | 1596          |               |
| Ğazı II Giray    | 1596-1607     | Secondo regno |
| Toqtamış Giray   | 1607-1608     |               |
| Selâmet I Giray  | 1608-1610     |               |
| Canibek Giray    | 1610-1623     | Primo regno   |
| Mehmed III Giray | 1623-1628     |               |
| Canibek Giray    | 1628-1635     | Secondo regno |
| İnayet Giray     | 1635-1637     |               |
| Bahadır I Giray  | 1637-1641     |               |
| Mehmed IV Giray  | 1641-1644     | Primo regno   |
| İslâm III Giray  | 1644-1654     |               |
| Mehmed IV Giray  | 1654-1666     | Secondo regno |
| Adil Giray       | 1666-1671     |               |
| Selim I Giray    | 1671-1678     | Primo regno   |
| Murad Giray      | 1678-1683     |               |
| Hacı II Giray    | 1683-1684     |               |
| Selim I Giray    | 1684-1691     | Secondo regno |
| Saadet III Giray | 1691          |               |
| Safa Giray       | 1691-1692     |               |
| Selim I Giray    | 1692-1699     | Terzo regno   |
| Devlet II Giray  | 1699-1702     | Primo regno   |
| Selim I Giray    | 1702-1704     | Quarto regno  |
| Ğazı III Giray   | 1704-1707     |               |
| Qaplan I Giray   | 1707-1708     | Primo regno   |
| Devlet II Giray  | 1709-1713     | Secondo regno |
| Qaplan I Giray   | 1713-1715     | Secondo regno |
| Devlet III Giray | 1716-1717     |               |
| Saadet IV Giray  | 1717-1724     |               |
| Meñli II Giray   | 1724-1730     | Primo regno   |
| Qaplan I Giray   | 1730-1736     | Terzo regno   |
| Fetih II Giray   | 1736-1737     |               |
| Meñli II Giray   | 1737-1740     | Secondo regno |
| Selamet II Giray | 1740-1743     |               |
| Selim II Giray   | 1743-1748     |               |
| Arslan Giray     | 1748-1756     | Primo regno   |
| Halim Giray      | 1756-1758     |               |
| Qırım Giray      | 1758-1764     | Primo regno   |
| Selim III Giray  | 1765-1767     | Primo regno   |
| Arslan Giray     | 1767          | Secondo regno |
| Maqsud Giray     | 1767-1768     |               |
| Qırım Giray      | 1768-1769     | Secondo regno |
| Devlet IV Giray  | 1769-1770     | Primo regno   |
| Qaplan II Giray  | 1770          |               |
| Selim III Giray  | 1770-1771     | Secondo regno |
| Sahib II Giray   | 1771-1775     |               |
| Devlet IV Giray  | 1775-1777     | Secondo regno |
| Şahin Giray      | 1777-1782     | Primo regno   |
| Bahadır II Giray | 1782          |               |
| Şahin Giray      | 1782-1783     | Secondo regno |